# (400078) 2006 SU266
(400078) 2006 SU266 es un asteroide perteneciente al cinturón de asteroides, descubierto el 26 de septiembre de 2006 por el equipo del Spacewatch desde el Observatorio Nacional de Kitt Peak, Arizona, Estados Unidos.

## Designación y nombre
Designado provisionalmente como 2006 SU266.

## Características orbitales
2006 SU266 está situado a una distancia media del Sol de 2,808 ua, pudiendo alejarse hasta 2,904 ua y acercarse hasta 2,713 ua. Su excentricidad es 0,034 y la inclinación orbital 13,07 grados. Emplea 1719,40 días en completar una órbita alrededor del Sol.

## Características físicas
La magnitud absoluta de 2006 SU266 es 16,4.